# Георги Муструков
Георги Кочев Муструков е български политик, деец на Българската работническа социалдемократическа партия и Българската комунистическа партия.

## Биография
Роден е на 1 април 1883 година в семейството на революционера Кочо Муструка (1836 – 1901) от зъхненското село Тръстеница. В 1902 година работи като учител в село Слатино, Кюстендилско. Муструков е сред ръководителите на работническото движение в Дупнишко. Сътрудничи на „Работнически вестник“. В 1904 година влиза в БРСДП. Завършва право в Софийския университет в 1911 година. Активист е на Съюза на държавните, окръжните и общинските служещи. Редактира вестник „Служащ“. В 1914 година е кандидат на БРСДП (т. с.) на изборите за XVII обикновено народно събрание от Струмишки окръг.
След Първата световна война е адвокат в Дупница и е секретар на местния комитет на БКП. На 7 декември 1919 година е избран за общински съветник.
Убит е на 10 януари 1920 година по време на Транспортната стачка в Дупница.